# 木村天汰郎
木村 天汰郎（きむら てんたろう、1999年1月4日 - ）は、日本のプロボクサー。静岡県沼津市出身。駿河男児ボクシングジム所属。

## 人物
飛龍高校でボクシングを始めた。なお高校時代は高校総体に出場したことがある。

## 来歴
2018年11月28日に後楽園ホールで行われた「DANGAN218」にてジャン・バンシンと日中親善対抗バンタム級4回戦を戦い、4回3-0（40-36x3）判定勝ちを収めデビュー戦を白星で飾った。
2019年中日本バンタム級新人王として、西部日本新人王中西寛多郎と中日本・西部新人王対抗戦を戦い、4回1-1（37-39、39-38、38-38）の引き分けながら優勢点のため次戦進出はならなかった。
2020年9月27日、ふじさんめっせ産業交流展示場で横山渉と対戦し、6回3-0（59-56,60-54×2）で判定勝ちを収めた。
2021年1月22日、後楽園ホールで三尾谷昂希と対戦し、6回3-0（58-57、58-56×2）で判定勝ちを収めた。
2021年9月5日、ふじさんめっせで干場悟と対戦し、8回3-0（77-75、79-73、80-72）で判定勝ちを収めた。
2022年5月20日、後楽園ホールで高橋竜平とスーパーバンタム級8回戦で対戦し、8回2-0（77-75×2、76-76）で判定勝ちを収めた。

## 獲得タイトル
- 2019年度中日本バンタム級新人王

## 戦績
- アマチュア - 17戦11勝(2KO・RSC)6敗
- プロ - 13戦11勝2分

| 戦           | 日付           | 勝敗 | 時間 | 内容    | 対戦相手                 | 国籍 | 備考                                           |
| ------------ | -------------- | ---- | ---- | ------- | ------------------------ | ---- | ---------------------------------------------- |
| 1            | 2018年11月28日 | 勝利 | 4R   | 判定3-0 | ジャン・バンシン         | 中国 | プロデビュー戦                                 |
| 2            | 2019年3月16日  | 勝利 | 4R   | 判定3-0 | 大森雄貴（三津山）       | 日本 |                                                |
| 3            | 2019年5月19日  | 勝利 | 4R   | 判定3-0 | 冨田風弥（伊豆）         | 日本 | 2019年度中日本バンタム級新人王予選             |
| 4            | 2019年8月4日   | 勝利 | 4R   | 判定2-1 | テルのび太（緑）         | 日本 | 2019年度中日本バンタム級新人王決勝戦           |
| 5            | 2019年9月15日  | 引分 | 4R   | 判定1-1 | 中西寛多朗（HKスポーツ） | 日本 | 2019年度中日本・西部日本バンタム級新人王対抗戦 |
| 6            | 2019年12月12日 | 引分 | 6R   | 判定1-0 | 義元得拳（神奈川渥美）   | 日本 |                                                |
| 7            | 2020年9月27日  | 勝利 | 6R   | 判定3-0 | 横山渉（厚木ワタナベ）   | 日本 |                                                |
| 8            | 2021年1月22日  | 勝利 | 6R   | 判定3-0 | 三尾谷昂希（帝拳）       | 日本 | B級トーナメント決勝                            |
| 9            | 2021年9月5日   | 勝利 | 8R   | 判定3-0 | 干場悟（蟹江）           | 日本 |                                                |
| 10           | 2022年1月11日  | 勝利 | 8R   | 判定3-0 | 竹嶋海刀（勝輝）         | 日本 |                                                |
| 11           | 2022年5月20日  | 勝利 | 8R   | 判定2-0 | 高橋竜平（横浜光）       | 日本 |                                                |
| テンプレート |                |      |      |         |                          |      |                                                |